# مایمکست
مایمکست (انگلیسی: Mimecast) شرکت امنیت اطلاعات بریتانیایی است، که در سال ۲۰۰۳ تأسیس شد.